# 1962年全仏選手権 (テニス)
1962年 全仏選手権（1962ねんぜんふつせんしゅけん、Internationaux de France de Roland-Garros 1962）に関する記事。フランス・パリにある「スタッド・ローラン・ギャロス」にて開催。

## 大会の流れ
- 男子シングルスは「114名」の選手による7回戦制、女子シングルスは「93名」の選手による7回戦制で行われた。男子は14名、女子は35名の選手に「1回戦不戦勝」（抽選表では“Bye”と表示）があった。
- シード選手は男子・女子ともに16名。シード選手でも、1回戦から出場した人と、2回戦から登場した人がいる。2回戦から登場した選手が初戦敗退の場合は「2回戦＝初戦」と表記する。

## シード選手

### 男子シングルス
1. ロッド・レーバー　（初優勝）
2. ロイ・エマーソン　（準優勝）
3. マニュエル・サンタナ　（ベスト4）
4. ニコラ・ピエトランジェリ　（ベスト8）
5. ニール・フレーザー　（ベスト4）
6. ホイットニー・リード　（3回戦）
7. ボロ・ヨワノビッチ　（4回戦）
8. ウォーレン・ジャックス　（2回戦＝初戦）
9. ヤン＝エリック・ルンドクイスト　（3回戦）
10. ラマナサン・クリシュナン　（ベスト8）
11. ピエール・ダーモン　（ベスト8）
12. マイケル・サングスター　（2回戦）
13. インゴ・ブディング　（2回戦）
14. ビリー・ナイト　（4回戦）
15. ウィルヘルム・ブンゲルト　（4回戦）
16. ゴードン・フォーブズ　（2回戦＝初戦）

### 女子シングルス
1. アン・ヘイドン　（ベスト4）
2. マーガレット・スミス　（初優勝）
3. クリスティン・トルーマン　（4回戦）
4. ジュジャ・ケルメツィ　（4回戦）
5. サンドラ・レイノルズ　（ベスト8）
6. レネ・シュールマン　（ベスト4）
7. エダ・ブディング　（ベスト8）
8. ジャン・レヘイン　（ベスト8）
9. エリザベス・スターキー　（4回戦）
10. ディードル・キャット　（3回戦、途中棄権）
11. ユスチナ・ブリッカ　（4回戦）
12. マリア・テレサ・リードル　（3回戦）
13. レスリー・ターナー　（準優勝）
14. レア・ペリコリ　（3回戦）
15. ピラー・バリル　（2回戦＝初戦）
16. ジル・ブラックマン　（4回戦）

## 大会経過

### 男子シングルス
準々決勝
- ロッド・レーバー vs.  マーティン・マリガン　6-4, 3-6, 2-6, 10-8, 6-2
- ニール・フレーザー vs.  ニコラ・ピエトランジェリ　4-6, 6-3, 11-9, 6-1
- マニュエル・サンタナ vs.  ピエール・ダーモン　6-4, 6-2, 6-3
- ロイ・エマーソン vs.  ラマナサン・クリシュナン　4-6, 6-1, 3-6, 6-2, 6-0

準決勝
- ロッド・レーバー vs.  ニール・フレーザー　3-6, 6-3, 6-2, 3-6, 7-5
- ロイ・エマーソン vs.  マニュエル・サンタナ　6-4, 3-6, 6-1, 2-6, 6-3

### 女子シングルス
準々決勝
- アン・ヘイドン vs.  ジャン・レヘイン　6-4, 6-1
- レスリー・ターナー vs.  サンドラ・レイノルズ　8-6, 6-3
- レネ・シュールマン vs.  ドナ・フロイド　6-3, 6-1
- マーガレット・スミス vs.  エダ・ブディング　6-2, 6-4

準決勝
- レスリー・ターナー vs.  アン・ヘイドン　6-4, 5-7, 6-3
- マーガレット・スミス vs.  レネ・シュールマン　8-6, 6-3

## 決勝戦の結果
- 男子シングルス： ロッド・レーバー vs.  ロイ・エマーソン　3-6, 2-6, 6-3, 9-7, 6-2
- 女子シングルス： マーガレット・スミス vs.  レスリー・ターナー　6-3, 3-6, 7-5
- 男子ダブルス： ロイ・エマーソン＆ ニール・フレーザー vs.  ウィルヘルム・ブンゲルト＆ クリスティアン・クーンケ　6-3, 6-4, 7-5
- 女子ダブルス： サンドラ・レイノルズ＆ レネ・シュールマン vs.  マーガレット・スミス＆ ユスチナ・ブリッカ　6-4, 6-4
- 混合ダブルス： ロバート・ハウ＆ レネ・シュールマン vs.  フレッド・ストール＆ レスリー・ターナー　3-6, 6-4, 6-4